# Concours complet de Badminton
Pour les articles homonymes, voir Badminton (homonymie).
Le Concours complet de Badminton est un concours complet d'équitation qui se déroule en Grande-Bretagne. Il figure parmi les six concours complet internationaux cinq étoiles au monde en dehors des Jeux olympiques et des Jeux équestres mondiaux. Le concours a lieu chaque année en avril ou mai dans le parc du château de Badminton House dans le Gloucestershire, en Angleterre.

## Histoire
La première édition de ce prestigieux concours complet a eu lieu en 1949 et comptait à son départ 22 chevaux exclusivement de Grande-Bretagne et d'Irlande. Le cavalier John Shedden montant Golden Willow (en) a remporté l'épreuve. 

À partir de 1956, l'évènement sportif a été télévisé. Il est actuellement couvert au Royaume-Uni par la BBC.

Le mauvais temps a forcé l'annulation de la compétition à quatre reprises - en 1966, 1975, 1987, 2012.

## Grand Chelem
Pour réaliser le Grand Chelem ou Grand Slam of Eventing, il faut triompher lors des épreuves de Kentucky, Badminton et Burghley. Ce défi est financé par l'entreprise suisse Rolex.

Depuis sa création, seule la Britannique Pippa Funnell en 2003 et l’Allemand Michael Jung en 2016 ont réalisé cette performance.

## Gagnants
Les différentes éditions de Badminton ont été remportées par les couples cavaliers/chevaux suivants:
- 2023 Rosalind Canter  : Lordships Graffalo[6]
- 2022 Laura Collett  : London 52[7]

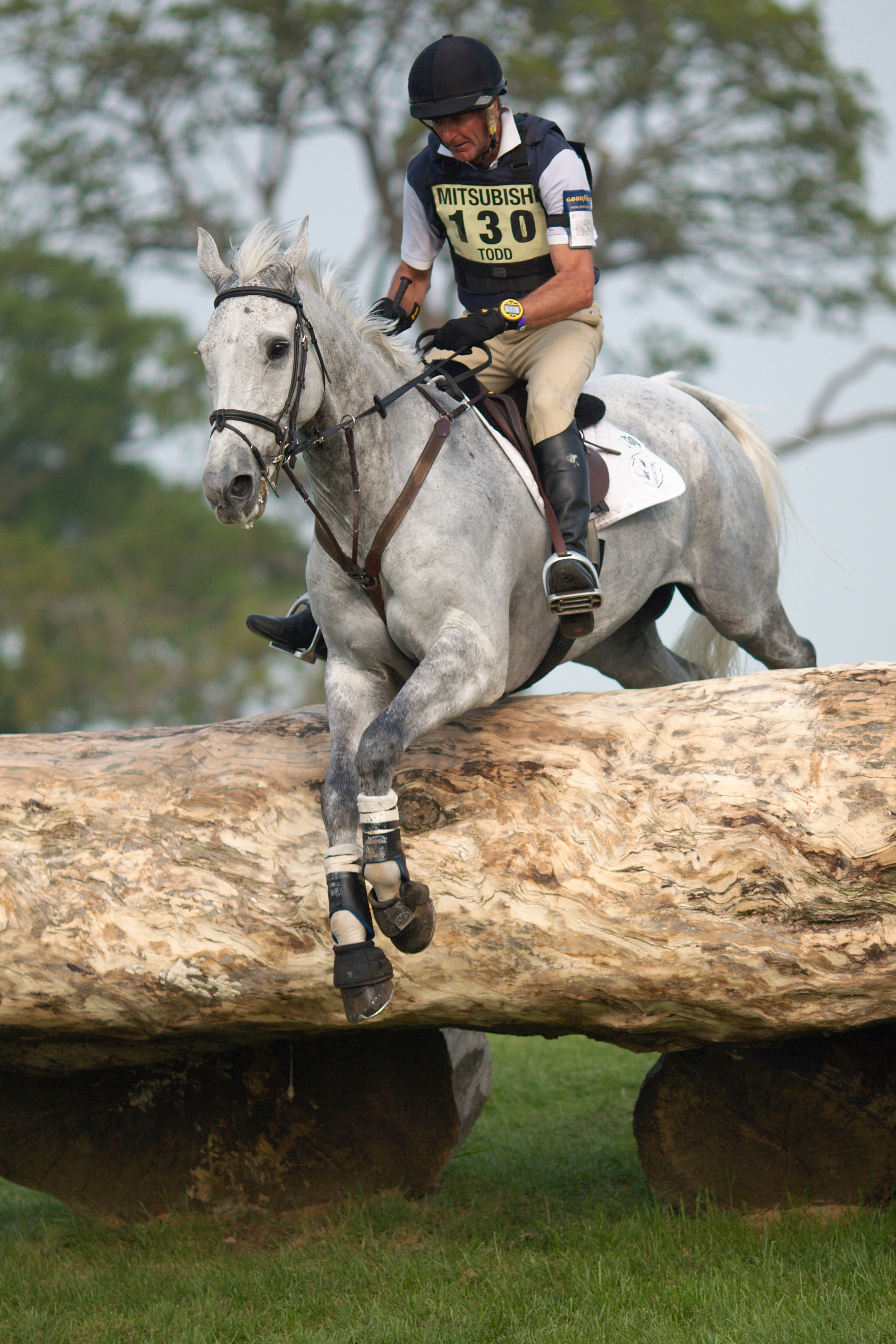
Vainqueur en 2011, Mark Todd avec NZB Land Vision

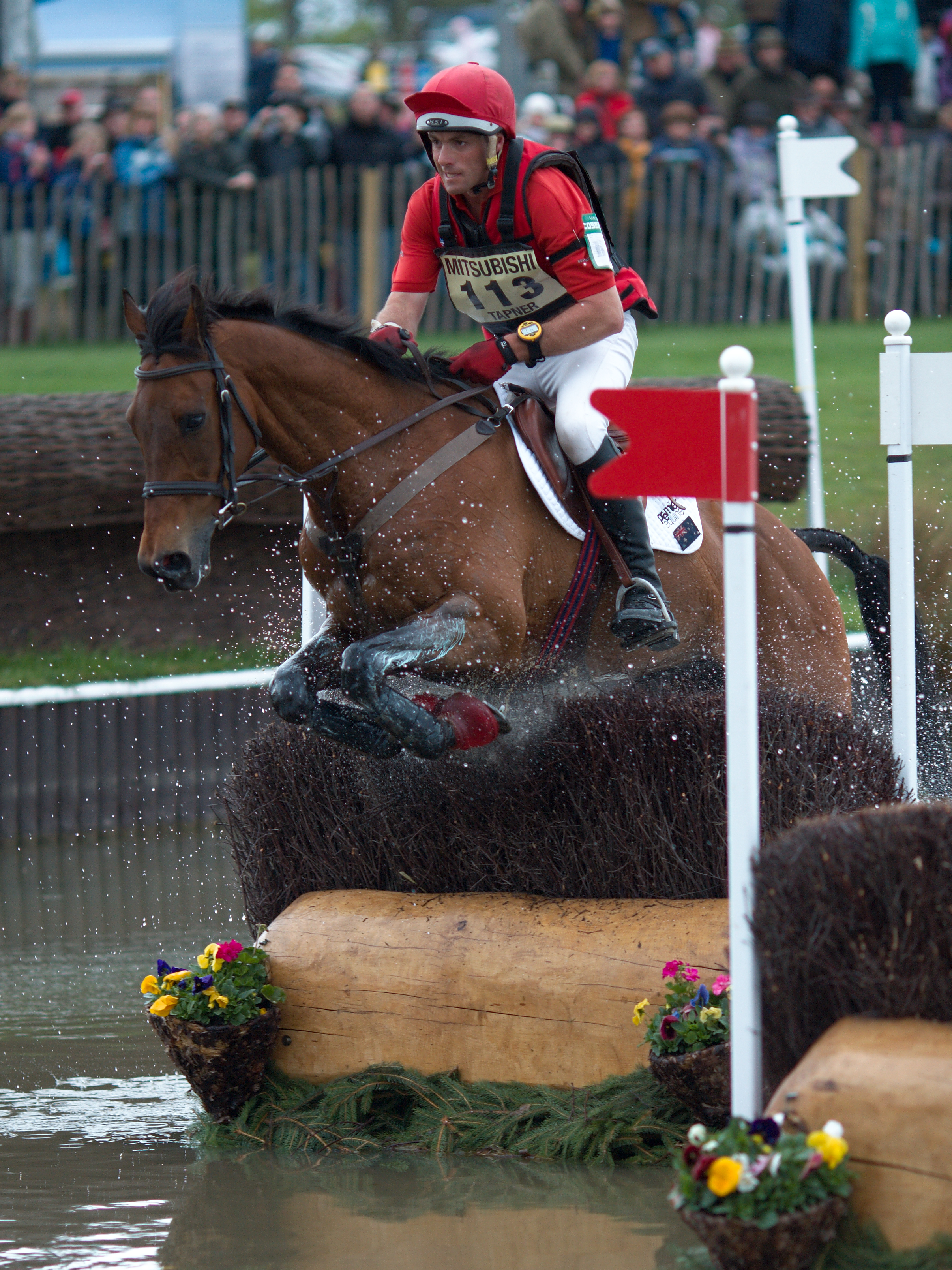
Vainqueur en 2010, Paul Tapner et Inonothing

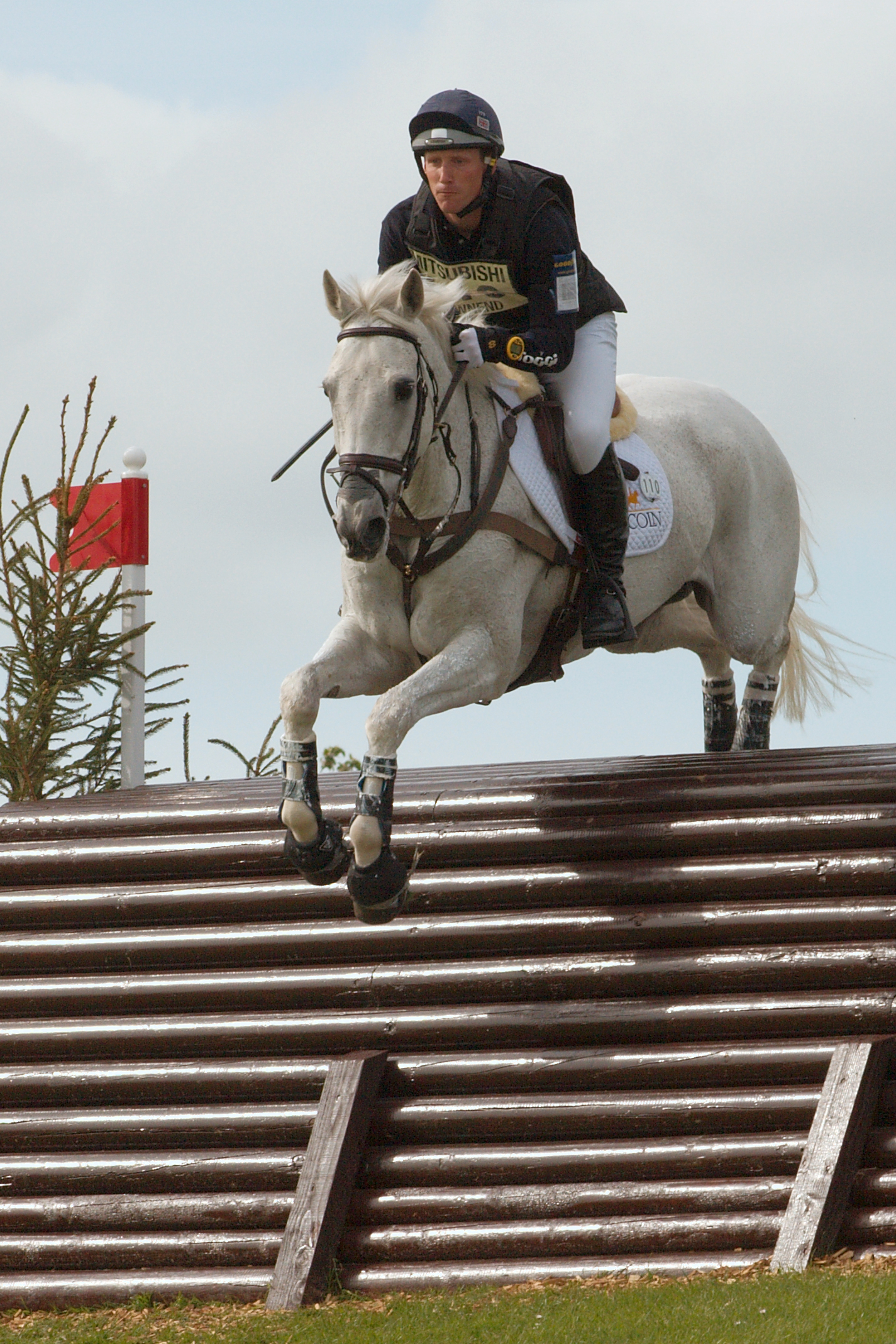
Oliver Townend et Flint Curtis (2009)

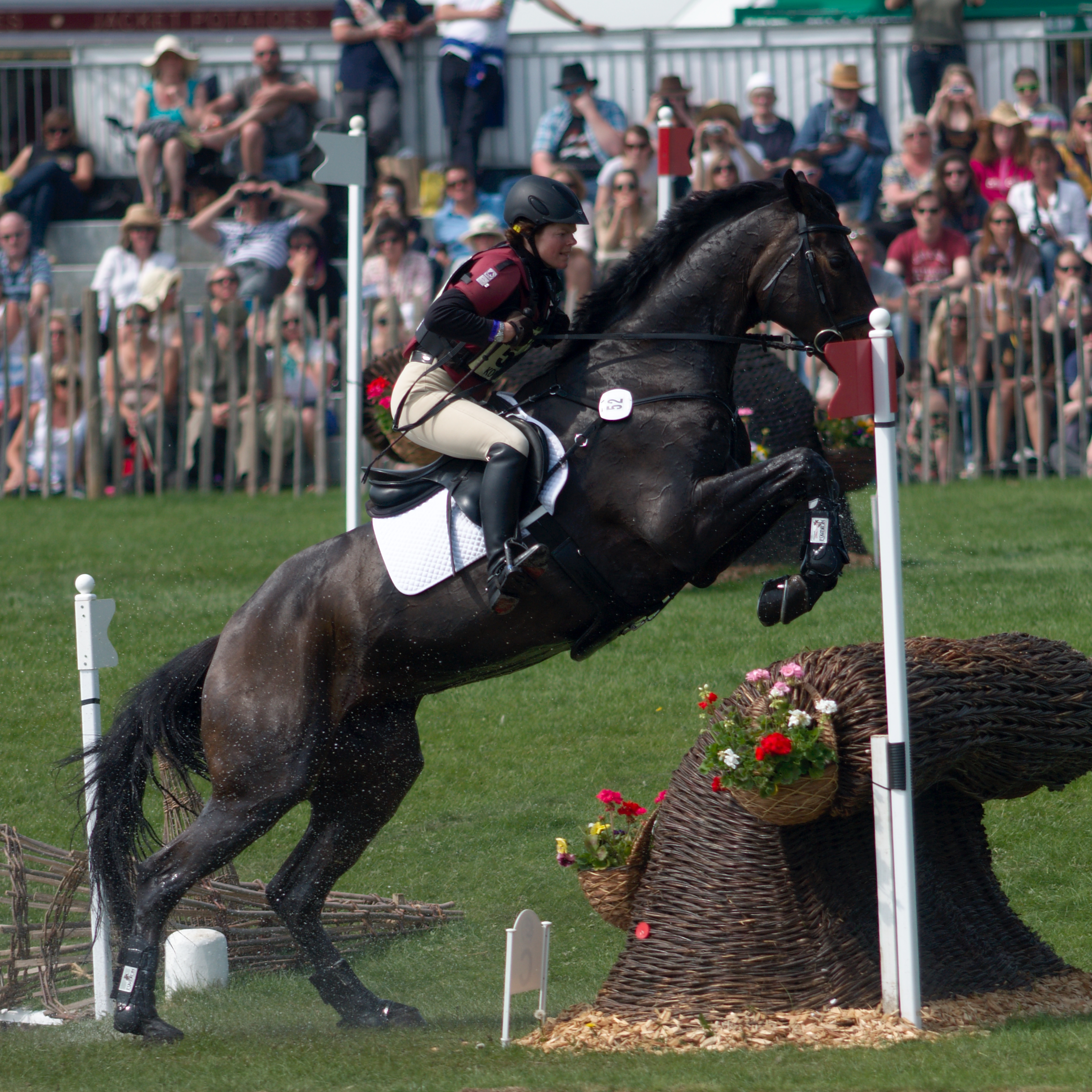
Marina Köhncke au concours complet de Badminton en 2011

- 2021 Compétition annulée pour cause de pandémie de Covid-19
- 2020 Compétition annulée pour cause de pandémie de Covid-19
- 2019 Piggy French  : Vanir Kamira
- 2018 Jonelle Price  : Classic Moet
- 2017 Andrew Nicholson  : Nereo
- 2016 Michael Jung  : La Biosthetique-Sam
- 2015 William Fox-Pitt  : Chilli Morning
- 2014 Sam Griffiths  : Paulank Brockagh
- 2013 Jonathan Paget  : Clifton Promise
- 2012 Compétition annulée pour cause de sol détrempé.
- 2011 Mark Todd  : NZB Land Vision
- 2010 Paul Tapner  : Inonothing
- 2009 Oliver Townend  : Flint Curtis
- 2008 Nicolas Touzaint  : Hildago de l'Île
- 2007 Lucinda Fredericks  : Headley Britannia (en)
- 2006 Andrew Hoy  : Moonfleet
- 2005 Pippa Funnell  : Primmore's Pride (en)
- 2004 William Fox-Pitt  : Tamarillo
- 2003 Pippa Funnell  : Supreme Rock
- 2002 Pippa Funnell  : Supreme Rock
- 2001 Compétition annulée pour cause de maladie (épidémie de fièvre aphteuse)[8].
- 2000 Mary King  : Star Appeal
- 1999 Ian Stark  : Jaybee
- 1998 Christopher Bartle (en)  : Word Perfect II
- 1997 David O'Connor  : Custom Made (en)
- 1996 Mark Todd  : Bertie Blunt
- 1995 Bruce Davidson  : Eagle Lion (en)
- 1994 Mark Todd  : Horton Point
- 1993 Ginny Leng (Ginny Holgate)  : Welton Houdini
- 1992 Mary King  : King William
- 1991 Rodney Powell  : Irishman II,
- 1990 Nicola Coe  : Middle Road
- 1989 Ginny Leng (Ginny Holgate)  : Master Craftsman
- 1988 Ian Stark  : Sir Wattie (Stark termine également second avec Glenburnie)
- 1987 Compétition annulée à cause du mauvais temps.
- 1986 Ian Stark  : Sir Wattie
- 1985 Ginny Leng (Ginny Holgate)  : Priceless
- 1984 Lucinda Green (Prior-Palmer)  : Beagle Boy
- 1983 Lucinda Green (Prior-Palmer)  : Regal Realm
- 1982 Richard Meade  : Speculator III
- 1981 Mark Phillips  : Lincoln
- 1980 Mark Todd  : Southern Comfort III
- 1979 Lucinda Green (Lucinda Prior-Palmer)  : Killaire
- 1978 Jane Holderness-Roddam (Jane Bullen)  : Warrior
- 1977 Lucinda Green (Lucinda Prior-Palmer)  : George
- 1976 Lucinda Green (Lucinda Prior-Palmer)  : Wide Awake
- 1975 Compétition annulée à cause du mauvais temps.
- 1974 Mark Phillips  : Colombus
- 1973 Lucinda Green (Lucinda Prior-Palmer)  : Be Fair
- 1972 Mark Phillips  : Great Ovation
- 1971 Mark Phillips  : Great Ovation
- 1970 Richard Meade  : The Poacher
- 1969 Richard Walker  : Pasha
- 1968 Jane Holderness-Roddam  (Jane Bullen) : Our Nobby
- 1967 Celia Ross-Taylor  : Jonathan
- 1966 Compétition annulée à cause du mauvais temps.
- 1965 Eddie Boylan  : Durlas Eile
- 1964 James Templer  : M'Lord Connolly
- 1963 Compétition ramenée à une journée à cause du mauvais temps.
- 1962 Anneli Drummond-Hay (en)  : Merely-a-Monarch
- 1961 Laurie Morgan  : Salad Days
- 1960 Bill Roycroft  : Our Solo
- 1959 Sheila Waddington (en) (Sheila Willcox)  : Airs and Graces
- 1958 Sheila Waddington (en) (Sheila Willcox)  : High and Mighty
- 1957 Sheila Waddington (en) (Sheila Willcox)  : High and Mighty
- 1956 Frank Weldon  : Kilbarry
- 1955 Frank Weldon  : Kilbarry (compétition se déroulant à Windsor)
- 1954 Margaret Hough  : Bambi V
- 1953 Laurence Rook  : Starlight
- 1952 Mark Darley  : Emily Little
- 1951 Hans Schwarzenbach  : Vae Victis
- 1950 Tony Collins  : Remus
- 1949 John Shedden  : Golden Willow (en)